# Col de la Petite Mologne
Le col de la Petite Mologne est un col alpin situé dans les Alpes pennines.

## Localisation
Ce col relie la vallée du Lys, en Vallée d'Aoste, à la vallée du Cervo, dans le Piémont.

## Accès
Sur le versant valdôtain, l'accès s'effectue depuis le hameau de Niel (commune de Gaby) et en remontant le vallon du même nom ; sur le versant piémontais, depuis le village de Piedicavallo.

## Ascension
- Jumeaux de Mologne
- Pointe Serange